# Arkab Prior
Arkab Prior (arabisch عرقوب, DMG 'Arqūb ‚Achillessehne‘ und lateinisch prior „der Erste“) ist die Bezeichnung des Sterns β1 Sagittarii (Beta 1 Sagittarii). Arkab Prior hat eine scheinbare Helligkeit von +3,96 mag und gehört dem Spektraltyp B9V an. Arkob Prior ist 380 Lichtjahre entfernt.
Arkab Prior hat einen Begleiter der Helligkeit +7,2 mag in einem Winkelabstand von 28,3" bei einem Positionswinkel von 77 Grad, der in Fernrohren ab 5 Zentimeter Öffnung problemlos sichtbar ist.